# エスプリライン
株式会社エスプリライン（英: Espritline Inc.）は、日本の通信販売会社。日本通信販売協会会員。外国語教材「スピードラーニング」の企画・開発・販売を主な事業とする。

## 沿革
- 1984年（昭和59年）5月：有限会社クリエイティブアイを東京都目黒区自由ヶ丘にて創業[1]
- 1989年（平成元年）2月：本社を杉並区に移行および、有限会社エスプリラインに社名変更[1]
- 1989年（平成元年）3月：英会話教材「スピードラーニング」の販売開始[1]
- 1989年（平成元年）7月：株式会社エスプリラインに組織変更[1]
- 1992年（平成4年）8月：本社機能を武蔵野市の吉祥寺事務所に移行[1]
- 1993年3月：吉祥寺事務所を支店登記[1]
- 1999年9月：本社機能を埼玉県川越事務所に移行[1]
- 2002年10月：川越事務所を支店登記[1]
- 2003年7月：川越事務所を本社登記[1]
- 2021年4月：「スピードラーニング(CD版)」販売終了、スマートフォンによるアプリ版『スピードラーニング・デジタル』へ完全移行[2]
- 2021年8月：「スピードラーニング・デジタル」サービス終了[2]
- 2021年8月：「スピードラーニング」全商品、全サービス販売終了[2]
- 2021年9月：事業終了
- 2022年：広告制作業へ業種転換

## スピードラーニング
- 1989年にカセットテープ版で発売以来32年、CD版を含め300万人以上に利用された[2]。
- 2020年10月、アプリ版への移行の為、2021年4月30日をもってCD販売終了の告知[2]。
- 2021年4月、6月に新規配信を終了し、8月末に全言語の『スピードラーニング・デジタル（アプリ版／WEB版）』のコンテンツの配信を終了[2]。
- 2022年2月、株式会社ルナケアより「スピードラーニング(CD版)」の再販を開始[3]
- 2022年3月、audiobook.jpよりネット配信を開始。

### シリーズ商品
- 『スピードラーニング英語』『スピードラーニング新英語』：CD全48巻[4]
- 『スピードラーニング・やり直し英語』：CD全12巻
- 『スピードラーニング(英語)・ジュニア』：CD全24巻
- 『スピードラーニング(英語)・ビジネス』：CD全12巻
- 『スピードラーニング(英語)・キッズ』：CD全12巻

- 『スピードラーニング中国語』32巻＋おもてなし編8巻：CD全40巻
- 『スピードラーニング韓国語』：CD全32巻
- 『スピードラーニング・フランス語』：CD全12巻／デジタル版全24巻

- 『スピードラーニング・スペイン語』：デジタル版全12巻
- 『スピードラーニング・ドイツ語』：デジタル版全12巻
- 『スピードラーニング・イタリア語』：デジタル版全12巻
- 『スピードラーニング・ロシア語』：デジタル版全12巻
- 『スピードラーニング・ポルトガル語』：デジタル版全12巻
- 『スピードラーニング・タイ語』：デジタル版全24巻
- 『スピードラーニング・ベトナム語』：デジタル版全12巻

- 『スピードラーニング・トライリンガルシリーズ／フランス語・英語・日本語』
- 『スピードラーニング・トライリンガルシリーズ／スペイン語・英語・日本語』
- 『スピードラーニング・トライリンガルシリーズ／イタリア語・英語・日本語』
- 『スピードラーニング・トライリンガルシリーズ／ドイツ語・英語・日本語』
- 『スピードラーニング・トライリンガルシリーズ／中国語・英語・日本語』
- 『スピードラーニング・トライリンガルシリーズ／韓国語・英語・日本語』

- 『スピードラーニング・リサイクル英中会話』基礎編4巻＋旅行編4巻：CD全8巻

- 世界名作シリーズ『若草物語』
- 単語・フレーズ集『ワードパートナー』
- 口慣らし教材『スピークパートナー』
- 『スピードラーニング川越』
- 『スピードラーニング for your Business 自動車メーカーで』
- 『おうちが英語だらけ』

## CM
東京企画・CM総合研究所の調査によると、2013年3月1日〜31日のBS5局のCM放送回数で4位に入った。

### 出演者
- 石川遼[6]
- 米倉涼子[6]
- エスプリラインの社員[7]

### 提供番組
- スピードラーニング presents 地球時間への旅 | MBS1179[8]